# Хацег
Хацег (рум. Hațeg, венг. Hátszeg, нем. Hatzeg, Hötzing) — город в Румынии в составе жудеца Хунедоара.

## История
Впервые упоминается в 1276 году. В 1366 году получил статус города.
Долгое время был центром расквартирования 2-й роты 1-го Валашского пограничного пехотного полка, прикрывавшего в этих местах границу Австрийской империи (позднее — Австро-Венгрии), в котором служили в основном румыны.